# Cyfrowy Polsat
Cyfrowy Polsat S.A. eller Polsat Box er en polsk satellit-tv-udbyder. De har 3,47 mio. abonnenter. 
Cyfrowy Polsat S.A. har siden april 2011 været ejer af tv-kanalen Polsat. Polsat Box blev lanceret 5. december 1999 som Polsat 2 Cyfrowy.